# Mestriano (escrivão)
Mestriano (em latim: Mestrianus) foi um oficial bizantino do século VI, ativo durante o reinado do imperador Justiniano (r. 527–565). Escrivão, em 556, foi enviado por Justiniano para Lázica para auxiliar Atanásio em sua investigação da morte do rei laze Gubazes II (r. 541–555), bem como executar seus julgamentos. Nessa função, capturou João, que tentou fugir, e entregou-o a Atanásio para ser julgado.